# Kościół św. Jana Ewangelisty w Ołoboku
Kościół świętego Jana Ewangelisty w Ołoboku – rzymskokatolicki kościół parafialny należący do  parafii pod tym samym wezwaniem (dekanat Ołobok diecezji kaliskiej).
Jest to dawna świątynia klasztorna Cysterek. Obecna, orientowana budowla, została wzniesiona na przełomie XV i XVI wieku w stylu późnogotyckim razem z murowanym klasztorem. Budynki zostały zniszczone w pierwszej połowie XVII wieku przez pożar. Odbudowa została przeprowadzona w latach 1695-1696. W latach 1780–1788 została przebudowana fasada zachodnia świątyni a także została dobudowana wieża dzwonnicza. W 1837 roku konwent Cysterek w Ołoboku został zlikwidowany przez władze pruskie. Większość zabudowań klasztornych została rozebrana w 1882 roku. Świątynia była restaurowana w latach 1922-1924. Obecnie kościół w głównym zrębie zachował cechy stylu późnogotyckiego, następnie został zbarokizowany w czasie odbudowy pod koniec XVII wieku i w czasie przebudowy w XVIII wieku. Świątynia opięta jest na zewnątrz, częściowo gotyckimi, szkarpami. Wewnętrzny wystrój kościoła z bogatą dekoracją snycerską powstał w latach 1779-1795 i reprezentuje styl jednolicie rokokowy.